# Calcium Light Night
Calcium Light Night és una peça musical del compositor estatunidenc Charles Ives. És un dels seus Cartoons or Take-Offs i està gravat per a flautí, clarinet, corneta de vàlvules, trombó, bombo i dos pianos (quatre intèrprets). (Ives va suggerir en una nota del manuscrit que aquesta instrumentació es pot ampliar mitjançant l'ús d'instruments addicionals.) El 1912 o 1913, Ives va agrupar Calcium Light Night amb cinc peces més per fer el conjunt núm. 1 per a conjunt de cambra. La peça representa un esdeveniment que té lloc al campus de la Universitat Yale que WE Decrow descriu bé al seu llibre, Yale and the "City of Elms".
| « | Delta Kappa Epsilon,... com el seu rival, Psi Upsilon, tria prop de quaranta membres de cada classe júnior i dona les seves eleccions exactament com s'indica en l'article que descriu la sala Psi Upsilon..." "Psi Upsilon en Yale és una societat júnior, i uns quaranta membres de cada classe júnior són triats per a ser membres de l'organització. Els dimarts a la tarda se celebren reunions a temps parcial, i les eleccions se celebren dues o tres setmanes abans del començament. En aquesta ocasió, els membres es formen en la línia dos profunds, i, precedits per una llum de calci transmesa en un marc de fusta per quatre membres de la societat, marxen i visiten diverses sales, en cadascuna de les quals un cert nombre d'homes es van comprometre a unir-se a la societat estan esperant la seva arribada. Els arxius de processó a través de la sala, cada membre sacsejant les mans amb cada candidat, i rebent, en marxar de nou, dos o tres purs fins, presentats pels membres recentment triats. L'altra societat jove, Delta Kappa Epsilon, sempre està en la mateixa missió, en circumstàncies exactament similars. Accident o disseny, o tots dos, sempre fan que les dues processons es passin diverses vegades a la nit, i cadascuna, cantant la seva pròpia cançó de societat, intenta el millor de la seva capacitat d'ofegar les veus de l'altre. Sempre es fa amb la màxima bona naturalesa, i tots dos costats ho gaudeixen amb tota sinceritat, igual que els nombrosos espectadors..." | » |

Els temes principals de la peça són les cançons de la societat "And again we sing thy praises, Psi U., Psi U.!" i "A band of brothers in D.K.E., we març along tonight." Les melodies comencen silenciosament i lenta i construeixen un clímax sorollós a mesura que els dos grups d'estudiants creuen els camins de l'altre, i després retrocedeixen a la forma en què van començar en una espècie de reculada.
El ballarí danès i coreògraf Peter Martins van usar aquesta partitura per a marcar el seu debut coreogràfic amb el Ballet de Nova York. Es va estrenar a Seattle, Washington, el 1977, com a part d'un concert de gira organitzat per Martins mentre encara era ballarí principal del Ballet de Nova York. L'obra es va estrenar en el Ballet de Nova York el 19 de gener de 1978, en el Teatre de l'Estat de Nova York. Els directors de NYCB Heather Watts i Daniel Duell van ser els primers a ballar.